# Xi Jinping
Dans ce nom chinois, le nom de famille, Xi, précède le nom personnel.
Xi Jinping (chinois : 习近平 ; pinyin : Xí Jìnpíng /ɕǐ tɕînpʰǐŋ/), né le 15 juin 1953 à Pékin (Chine), est un homme d'État chinois. Il est le président de la république populaire de Chine depuis le 14 mars 2013.
Fils d'un compagnon de Mao Zedong, Xi Zhongxun, il adhère au Parti communiste chinois dans les années 1970 et y exerce ses premières fonctions dans les années 1980, connaissant des responsabilités d'importance croissante jusqu'à arriver aux portes du pouvoir. Du 15 mars 2008 au 14 mars 2013, il est vice-président de la république populaire de Chine sous le second mandat du président Hu Jintao, dont il apparaît comme le successeur désigné.
Il est secrétaire général du Parti communiste chinois et président de la Commission militaire centrale depuis le 15 novembre 2012 ainsi que président de la république populaire de Chine depuis le 14 mars 2013. Il est réélu secrétaire général du Parti à l’issue du 19e congrès du Parti en 2017 et pour un troisième mandat à la tête du Parti à l’issue de son 20e congrès le 23 octobre 2022. Il est réélu président par les députés de l'Assemblée nationale populaire en 2018. Seul candidat en lice, Xi Jinping est réélu à l'unanimité pour un troisième mandat lors de l'élection présidentielle chinoise de 2023.
Sa présidence, structurée autour du concept de « rêve chinois », se distingue par une présence accrue de la Chine sur la scène régionale, un rayonnement de la culture traditionnelle chinoise dans le monde ainsi qu’un renforcement de l'influence politique et idéologique du PCC sur la société chinoise.
En raison de son exaltation du sentiment national et de sa mainmise totale sur le Parti, Xi Jinping apparaît comme le dirigeant chinois le plus puissant et le plus autoritaire depuis Mao Zedong. Il a lancé en 2012 une grande campagne anti-corruption qui renforce son pouvoir et élimine ses rivaux. Xi s'appuie sur un réseau de soutiens loyaux pour renforcer son pouvoir, ces soutiens venant de ses affectations régionales comme de la région du Zhijiang. Assemblage hétéroclite, ils composent la "Nouvelle armée du Zhejiang", se démarquant de la faction de l'ancien président Hu Jintao, la "Faction Qinghua". Rompant avec l'effacement relatif de ses prédécesseurs, il fait modifier en 2018 la Constitution pour supprimer la limitation du nombre de mandats présidentiels, pouvant ainsi rester au pouvoir pour une durée indéterminée. Par ailleurs, la « pensée » de Xi Jinping est inscrite dans la doctrine du PCC et dans la Constitution, au même titre que celles de Mao Zedong et Deng Xiaoping.
En Asie-Pacifique et en Occident, il est dénoncé pour sa politique agressive vis-à-vis de l'extérieur, notamment sur Taïwan et la mer de Chine, et des minorités, notamment avec les Ouïghours au Xinjiang, des ONG et États parlant d’un génocide. Son arrivée au pouvoir marque également une montée en intensité dans la répression des opposants, avec la mort du dissident Liu Xiaobo en 2017 et la réaction brutale contre les manifestations hongkongaises de 2019-2020. Sa gestion jugée opaque lors de l'émergence de la pandémie de Covid-19, apparue en Chine, lui vaut également de nombreuses critiques.
Il est issu de la cinquième génération de dirigeants chinois.

## Situation personnelle

### Une enfance organisée
Xi Jinping naît le 15 juin 1953. Il est le deuxième des quatre enfants de Qi Xin, la seconde femme de Xi Zhongxun, ancien vice-président de l'Assemblée populaire et vice-Premier ministre. Xi Jinping a passé les premières années de sa vie à Zhongnanhai, la « nouvelle cité interdite » des hauts dirigeants du parti communiste. Avec ses frères et sœurs, il est élevé dans un milieu privilégié. En effet, au sein de Zhongnanhai, la famille de Xi a sa propre cuisinière, des nourrices pour les enfants et une voiture avec chauffeur est à disposition.
En 1962, son père est écarté du pouvoir par Mao Zedong lors d'une purge. Il est accusé de complot, arrêté, humilié, exhibé en public et obligé de faire son autocritique. Xi Jinping alors âgé de 9 ans est harcelé par les gardes rouges qui lui imposent de citer Mao chaque journée, et de dénoncer son père,,.

### Jeunesse et études
En 1969, lors de la révolution culturelle, il est envoyé avec le mouvement d'envoi des zhiqing à la campagne, dans le village de Liangjiahe, dans la province de Shaanxi en « rééducation politique », d'après le vocabulaire Garde rouge (Chine),. Il y vit près de sept ans, de 15 à 22 ans, avec l’étiquette d’« ennemi du peuple »,, et doit travailler durement dans les champs. Dans les mêmes conditions que lui, sa sœur aînée se suicide,. À cette époque, les enfants des hauts fonctionnaires intègrent en général l'armée, mais son père Xi Zhongxun étant exclu du PCC a perdu tout appui,. Après quelques mois, Xi Jinping s'enfuit et regagne Pékin, où il est découvert et envoyé dans un camp de travail pour avoir déserté la campagne. Il regagne par la suite Liangjiahe, et cette fois s'investit dans les travaux agricoles.
Il adhère à la Ligue de la jeunesse communiste chinoise en 1971. Après avoir essuyé neuf refus, il réussit en 1974 à adhérer au Parti communiste chinois, notamment aidé par le réseau de son père,. Il étudie le génie chimique à l'université Tsinghua de 1975 à 1979, mais son champ d'études est dicté par le parti, et il ne fera jamais carrière dans ce domaine. Son père est réhabilité en 1978 lors de la prise du pouvoir de Deng Xiaoping à la suite de la mort de Mao,.
Xi Jinping va dans l'Iowa aux États-Unis en 1985. Il visite l'État pour apprendre les techniques d'agriculture moderne et loge alors chez une famille américaine, les Dvorchak. Il reviendra leur rendre visite en 2012 juste avant de prendre le pouvoir en Chine. Les Dvorchak ont été invités à lui retourner sa visite en Chine.

### Vie privée

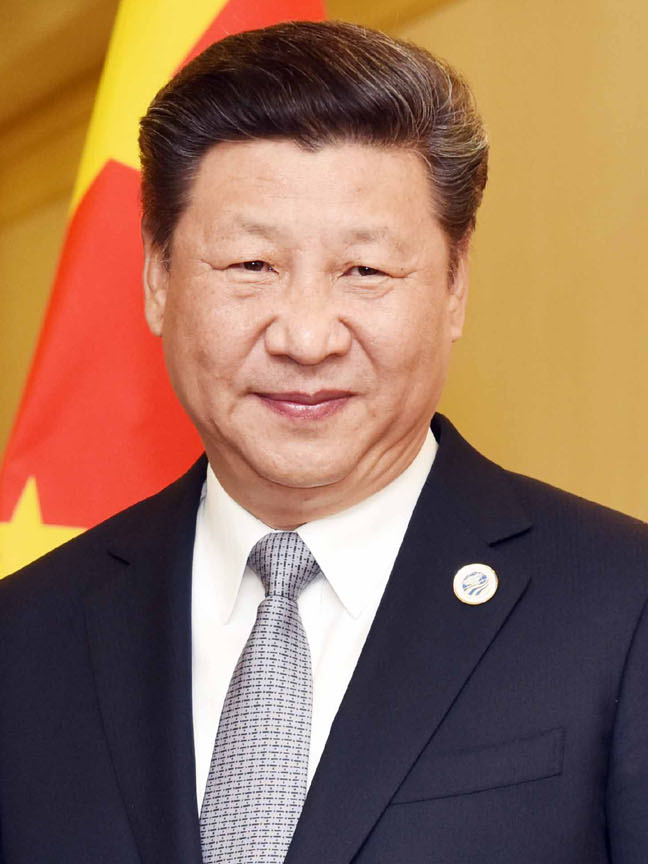
Xi Jinping en 2016.

Sa première épouse, Ke Lingling, était la fille de l'ambassadeur de Chine au Royaume-Uni. Le couple divorce au bout de trois ans. En 1987, Xi Jinping épouse en secondes noces la chanteuse populaire Peng Liyuan. Celle-ci est par ailleurs major général dans l'Armée populaire de libération, où elle s'est engagée à l'âge de 18 ans. Peng se produit aussi lors de manifestations officielles, comme en 1997 lors de la rétrocession de Hong Kong. Elle a également chanté en hommage aux soldats mobilisés lors du massacre de Tian'anmen. La fille du couple, Xi Mingze, née le 27 juin 1992, étudiait en 2010 aux États-Unis, à l'université Harvard.

## Ascension politique

### Premières responsabilités
Après l'université il devient à 29 ans, grâce aux relations de son père, le secrétaire particulier de Geng Biao, membre de la commission militaire et futur ministre de la Défense.
Il reçoit sa première affectation locale en 1982 comme premier secrétaire du xian de Zhengding, dans le Hebei, réputé pour l'élevage des porcs. En 1985, le réformateur Hu Yaobang le désigne en tant que vice-maire de Xiamen, une ville de la province du Fujian, en remplacement de sa propre belle-fille, l'épouse de Hu Deping (en), à la suite des accusations de népotisme portées contre lui par les conservateurs.

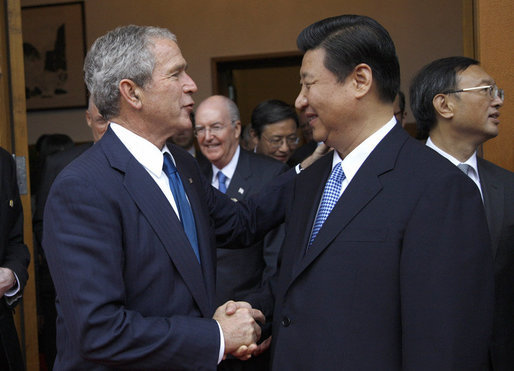
Xi Jinping et George W. Bush en 2008.

Par la suite, il exerce des responsabilités dans les provinces côtières, ouvertes vers les entreprises étrangères. Il devient ainsi gouverneur du Fujian en 1999, où il cherche à attirer des capitaux de Taïwan. Il est secrétaire du parti de la province du Zhejiang de 2002 à 2007, située dans l'Est de la Chine. Elle accueille beaucoup d'entreprises privées et est un laboratoire pour les élections rurales. Il y promeut l'écologie et combat la corruption.

### Percée au sein du Parti communiste chinois
Après cette carrière locale il devient une des figures de proue de la 5e génération de dirigeants du Parti communiste chinois qui accède au pouvoir à partir des années 2007/2010.
Son ascension politique est rapide : devenu membre du Comité permanent du bureau politique du Parti communiste chinois le 22 octobre 2007, il est élu vice-président de la république populaire de Chine le 15 mars 2008. Xi Jinping est considéré comme le chef de file de la faction des princes rouges constituée des descendants des anciens du régime proches de la faction de Shanghaï menée par l'ancien président Jiang Zemin. Xi Jinping est d'ailleurs un temps le patron du parti communiste à Shanghai. La faction des princes rouges s'oppose à celle de la Ligue de la jeunesse communiste chinoise, dont le chef de file est le président Hu Jintao. Lors de son passage dans la province du Zhejiang, il se forge un premier réseau formant la "Nouvelle armée du Zhejiang", laquelle se renforcera au fur et à mesure de ses nouvelles rencontres. Cette puissante faction lui permet de disposer de soutiens loyaux et influents.

### Vice-président de la commission militaire centrale
En octobre 2010, il est nommé vice-président de la Commission militaire centrale du Parti communiste chinois. Cette nomination « implique qu'il deviendra sans aucun doute le secrétaire-général du PCC en octobre 2012, puis le président en mars 2013 », selon Willy Lam, analyste politique de l'université chinoise de Hong Kong. À cette occasion, Libération considère que Xi est devenu « logiquement […] le successeur du président Hu Jintao en 2013 ».

## Secrétaire général du parti et président de la république populaire de Chine

### La prise de pouvoir auXVIIIecongrèsdu Parti communiste: vers des perspectives plus territoriales
À la veille du XVIIIe congrès national du Parti communiste chinois, qui doit renouveler la direction entre le 8 et le 14 novembre 2012, le climat politique est tendu. Selon l'AFP, de nombreux Chinois sont convaincus que la nomenklatura communiste « bénéficie d'une vie dorée et de nombreux privilèges, dans un climat d'impunité ». Le Premier ministre Wen Jiabao, considéré comme un réformateur, fait l'objet d'une enquête sur sa fortune, dont les sources « pourraient ainsi provenir des partisans de Bo Xilai » exclu du parti pour corruption,. C'est dans ce contexte que la richesse de Xi Jinping et de sa famille fait l'objet d'un article du magazine Bloomberg, censuré en Chine qui, sans l'accuser de malversations,, signale 297 millions d'euros d'investissements dans les secteurs de la téléphonie mobile, des minerais, de l'immobilier,, attribués à Xi Jinping, à son épouse Peng Liyuan ou à sa fille Xi Mingze. Cette fortune serait gérée par sa sœur aînée Qi Qiaoqiao, son beau-frère Deng Jiagui (en) leur fille Zhang Yannan et son oncle, Xi Yuanping, président-directeur général de l’International Energy Conservation Environmental Protection Association, à Pékin. Xi subit une disparition inexpliquée entre le 1er et le 15 septembre 2012, manquant plusieurs rencontres avec des dirigeants étrangers et au moins un sommet du Parti communiste chinois. Les pages de blogs qui s'interrogent sur sa disparition sont également bloquées par la censure.

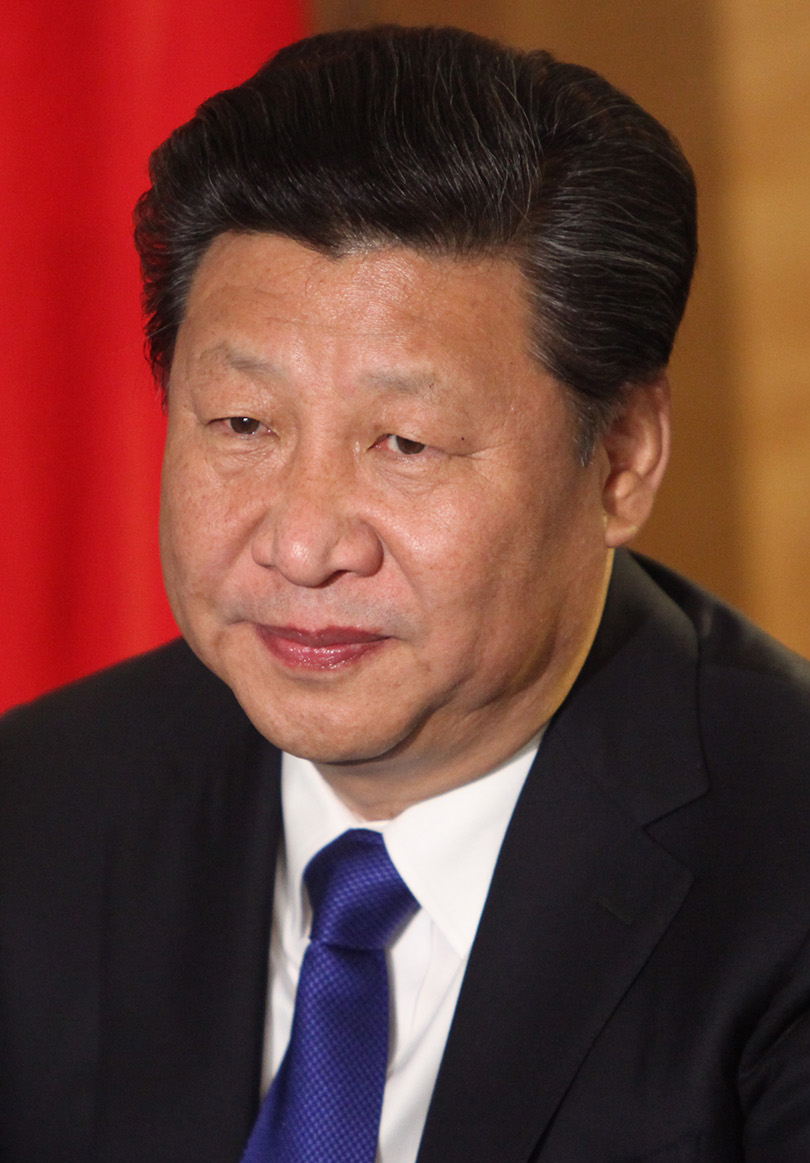
Xi Jinping à Londres, en octobre 2015.

Il est toutefois, comme prévu, le grand vainqueur du congrès. Les participants renouvellent la direction, en place depuis dix ans et élisent le nouveau Comité central du Parti communiste chinois composé de 205 dignitaires. Ces derniers désignent le Bureau politique du Parti communiste chinois composé de 25 membres, (dont deux femmes) parmi lesquels les membres du Comité permanent du bureau politique du Parti communiste chinois, sont réduits de neuf à sept (tous des hommes) : Zhang Gaoli, Liu Yunshan, Zhang Dejiang, le futur président Xi Jinping, le futur Premier ministre Li Keqiang, Yu Zhengsheng et Wang Qishan. Et le 15 novembre 2012, c'est Xi Jinping qui est élu nouveau secrétaire général du Parti communiste chinois.
Lors du troisième plénum il fixe pour les dix ans à venir une feuille de route politique. Alors que les marchés étaient jusque-là appelés à jouer un rôle « de base », celui-ci devra à l'avenir être « décisif ». Le président Xi Jinping et son Premier ministre Li Keqiang estiment par ailleurs que la Chine doit trouver de nouveaux relais de croissance alors que le pays est « très endetté, moins compétitif et en surcapacité industrielle » : cela devrait se traduire par l'ouverture à la concurrence de secteurs jusque-là contrôlés par des groupes publics, comme la finance, l'énergie, les télécommunications, les chemins de fer et les transports aériens.

### Lutte contre la corruption et renforcement de son influence au sein du parti

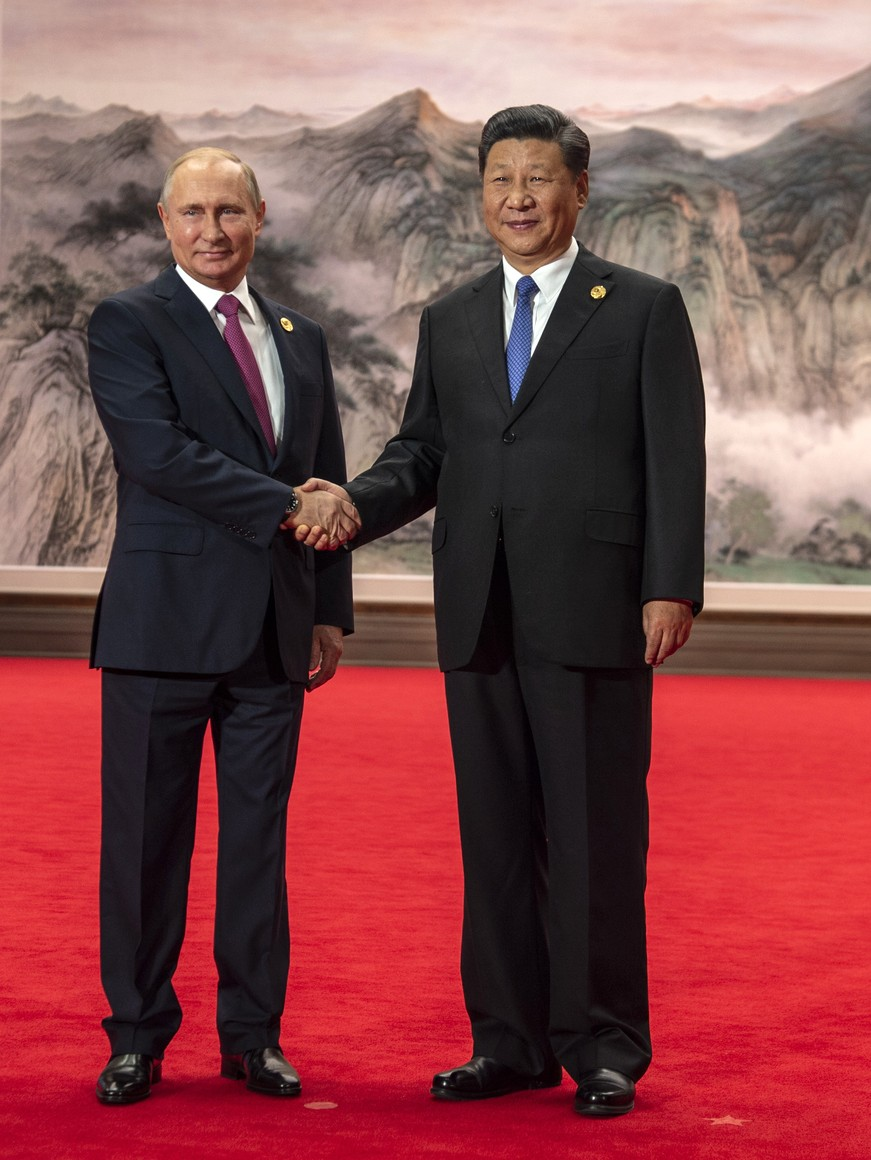
Xi Jinping avec le président russe, Vladimir Poutine (Pékin, 10 juin 2018).

Dès son allocution au XVIIIe congrès, Xi Jinping indique que la nouvelle équipe dirigeant le Parti fait face à d'« énormes responsabilités », confrontée à de « graves défis, dont la corruption »,. Le procès de l'ancien dignitaire Bo Xilai en est la première manifestation. Xi Jinping souhaite que la population retrouve confiance dans le parti communiste : les 376 délégués du Comité central réunis lors de ce congrès plaident pour le renforcement de l'indépendance de la justice et des procureurs. Xi promet en ce sens de s'attaquer aussi bien aux « mouches » qu'aux « tigres ». Deux ans après son arrivée, 72 000 cadres militaires et 16 généraux ont été au total démis de leurs fonctions et poursuivis pour corruption. Cette initiative a également lieu au sein de l'armée, afin de la rendre plus efficace et plus docile au pouvoir du président. Elle s'illustre notamment par la mise à l'écart des généraux Fang Fenghui et Zhang Yang (ce dernier s'étant finalement suicidé) et la promotion d'officiers expérimentés qui lui sont fidèles ou de jeunes généraux qui lui doivent leur nomination. Divers observateurs considèrent que cette campagne anti-corruption permet en fait à Xi Jinping d'éliminer certains opposants politiques, comme ce serait le cas pour Zhou Yongkang. De son côté, l'ONG des droits de l'homme Human Rights Watch critique cette politique qui repose sur le shuanggui (双规, shuāngguī), un système de détention et de torture extrajudiciaire. Xi renforce donc sa domination en fondant son pouvoir sur la discipline, s'appuyant notamment sur la commission centrale d'inspection de la discipline, et promouvant de nouvelles règles comme le règlement en huit points du gouvernement central.
Toutefois, cette lutte contre la corruption se trouve face à ses limites au regard des montants financiers importants dissimulés dans les paradis fiscaux. Comme le révèle les Offshore Leaks, Deng Jiagui (邓家贵, dèng jiāguì), beau-frère du président Xi Jinping puisque marié à sa sœur aînée, détient notamment 50 % d'une société domiciliée aux îles Vierges britanniques, paradis fiscal dépendant du Royaume-Uni, impliquant donc par là même sa sœur. Il est président du conseil d'une société de Wuhan, et siège à quelques postes à Jingzhou, tous deux dans la province du Hubei. Il est à nouveau cité dans l'affaire des Panama Papers en 2016.
En juillet 2020, Xi Jinping lance une vaste campagne de « rectification », similaire à celle lancée par Mao Zedong en 1942. Cette campagne a pour but de « racler le poison de l’os » et de « déraciner les membres néfastes du troupeau ». Pour Xi Jinping, « les équipes légales et politiques doivent être absolument loyales, pures et fiables ». Le lancement de cette purge à grande échelle vise à éradiquer définitivement l'ombre d'une contestation au sein du parti d'ici deux ans, le président s'étant fixé pour objectif d'être « l'égal dictatorial » de Mao Zedong avant le prochain congrès du parti communiste, qui se tient en octobre 2022.
En septembre 2022, l'ancien ministre chinois de la Justice, Fu Zhenghua (en), qui a dirigé plusieurs campagnes de lutte contre la corruption, est emprisonné pour corruption. Sa condamnation intervient au milieu d'une répression soudaine contre les responsables avant un congrès clé du Parti communiste en octobre. À cette occasion, le président Xi Jinping devrait se voir confier un troisième mandat historique et consolider son emprise sur le pouvoir. L'incarcération de Fu Zhenghua fait suite à la condamnation de trois autres anciens chefs de la police provinciale. Les quatre hommes sont non seulement accusés de corruption, mais aussi d'être déloyaux envers Xi Jinping. La lutte contre la corruption est ainsi un moyen de consolider son pouvoir et sa popularité. Selon Celia Hatton de la BBC, en éliminant une « clique » de fonctionnaires qui lui étaient apparemment déloyaux, Xi Jinping envoie un avertissement clair à tous les autres membres du parti ou hommes d'affaires qui seraient peu enthousiasmés par son maintien au pouvoir.

### Droits de l'homme

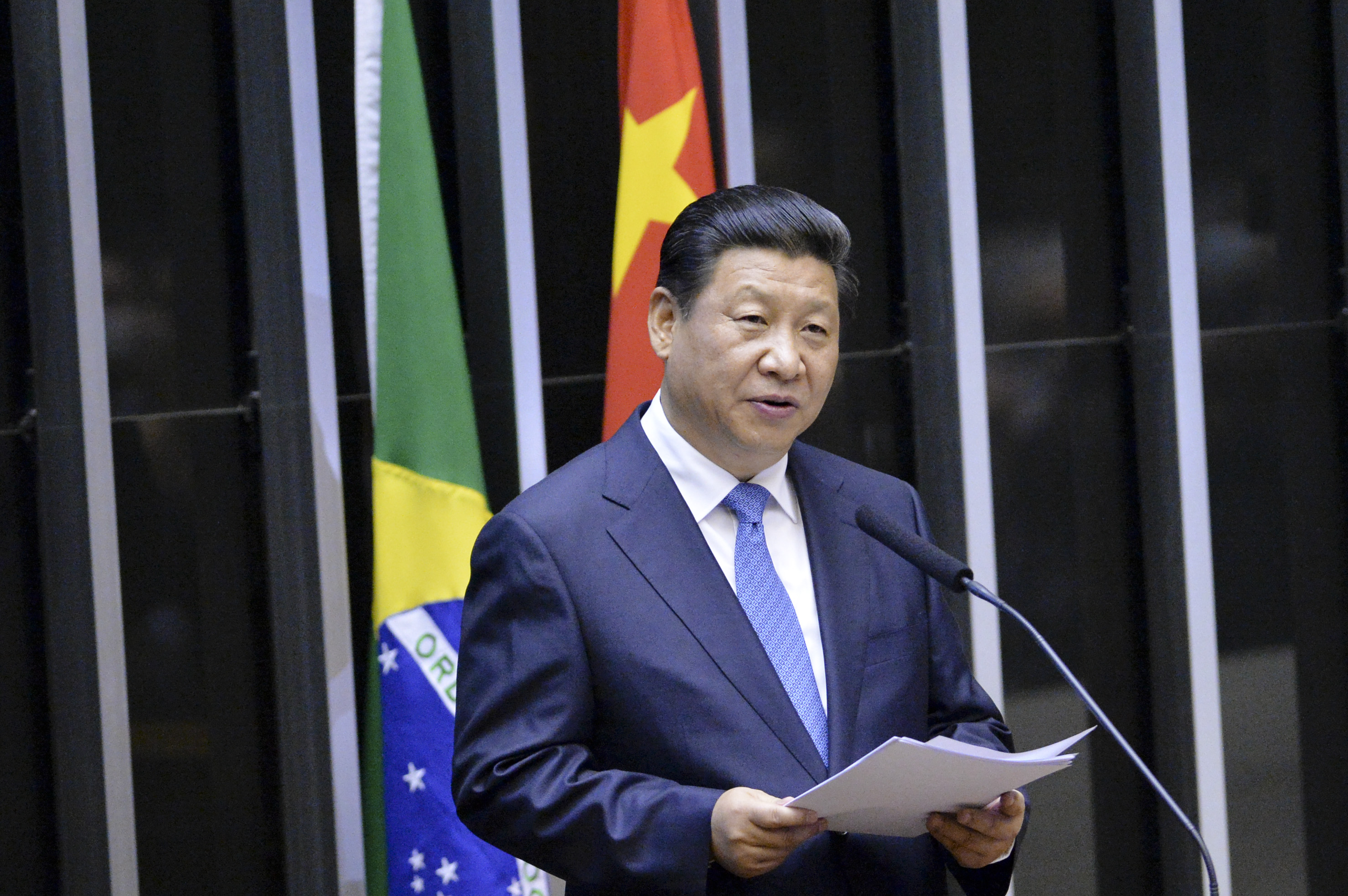
Xi Jinping au Parlement brésilien, en 2014.

Initialement considéré comme un possible réformateur, Xi Jinping s'illustre après son arrivée au pouvoir par un renforcement de la censure, en particulier sur Internet. Plusieurs personnalités critiques à l'égard du régime sont arrêtées, d'autres limogées de leur poste, comme le professeur d'économie à l'université de Pékin, Xia Yeliang,. Pour l'analyste politique Zhang Lifan, le président consacre le début de son mandat « à renforcer sa mainmise sur le pouvoir, au point de donner le sentiment que s'y maintenir est son unique objectif ». Pour contenter la gauche du parti communiste, il entretient la nostalgie maoïste, notamment lors du 120e anniversaire de la naissance de Mao Zedong, en 2013, où deux milliards d'euros sont dépensés pour les célébrations (cérémonies, statues et infrastructures). Selon l'ONG Chinese Human Rights Defenders, basée à Washington, l'année 2014 voit l'arrestation de près de 1 000 « défenseurs des droits de l'homme ». Il s'agit de la plus importante répression depuis les événements du 4 juin 1989. En octobre 2014, le PEN club considère que la Chine est un des « plus importants geôliers d'écrivains et de journalistes au monde ». En 2015, la condamnation à sept ans de prison de la journaliste Gao Yu est dénoncée par plusieurs militants des droits de l'homme, qui y voient une répression à l'égard de la liberté de la presse sans comparaison depuis une décennie.
La répression anti-chrétienne s'accentue après l'accession au pouvoir de Xi Jinping. En 2018, quelque 10 000 églises protestantes sont fermées. Le pasteur Wang Yi, arrêté en décembre 2018, est jugé à huis clos, sans avocat, et condamné le 30 décembre 2019 à neuf ans de prison pour « incitation à la subversion » et « opérations financières illégales ». Le département d'État américain dénonce un procès organisé « à huis clos » et « sans la présence d'un avocat de la défense », et une condamnation « en lien avec sa défense pacifique de la liberté religieuse », et appelle à « sa libération immédiate et inconditionnelle ».

### Mesures environnementales

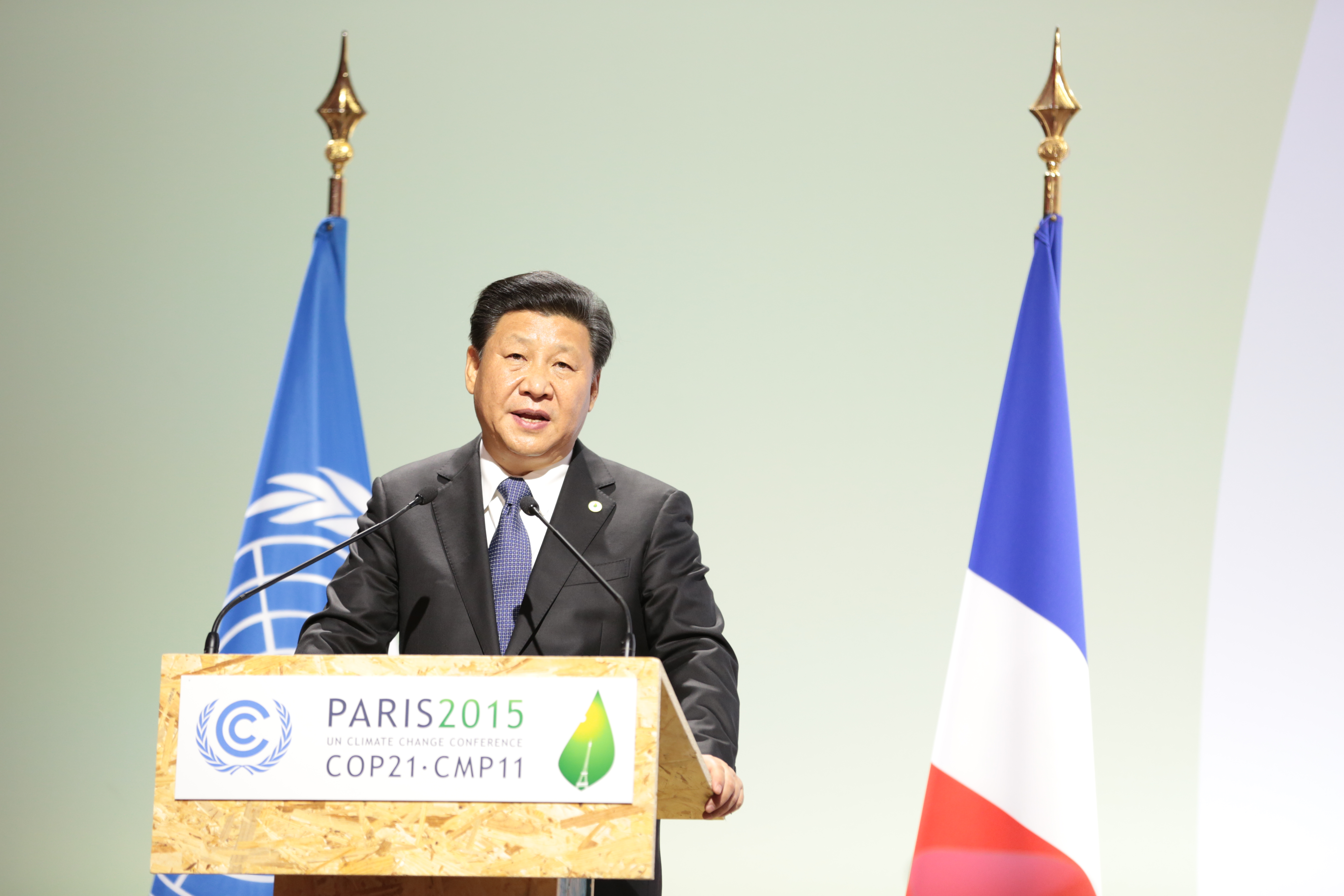
Xi Jinping à la conférence de Paris de 2015 sur les changements climatiques.

En 2015, en Chine, où la pollution de l'air provoque plusieurs centaines de milliers de morts chaque année, Xi Jinping décide d'engager une lutte contre la pollution. Les énergies vertes, telles que les éoliennes, les panneaux photovoltaïques et le nucléaire sont massivement développées. Le pays entreprend de planter la plus grande forêt artificielle au monde, appelée la grande muraille verte, pour 2050.
Les concentrations moyennes de particules fines dans les villes chinoises reculent de 12 % entre 2017 et 2018, mais celles-ci restent fortement touchées (Pékin est en 2019 la 122e ville la plus polluée dans le monde). À partir du 1er janvier 2018, le pays n'accepte plus aucun déchet plastique venant de l'étranger, refusant ainsi d'être la « poubelle du monde ». Les importations de plastique chutent de 600 000 tonnes par mois en 2016 à 30 000 tonnes par mois en 2018, selon un rapport de Greenpeace.
En 2017, le gouvernement chinois décide de consacrer 361 milliards de dollars dans les énergies renouvelables, en particulier solaire, pour réduire les pollutions générées par l'exploitation du charbon.

### Politique internationale

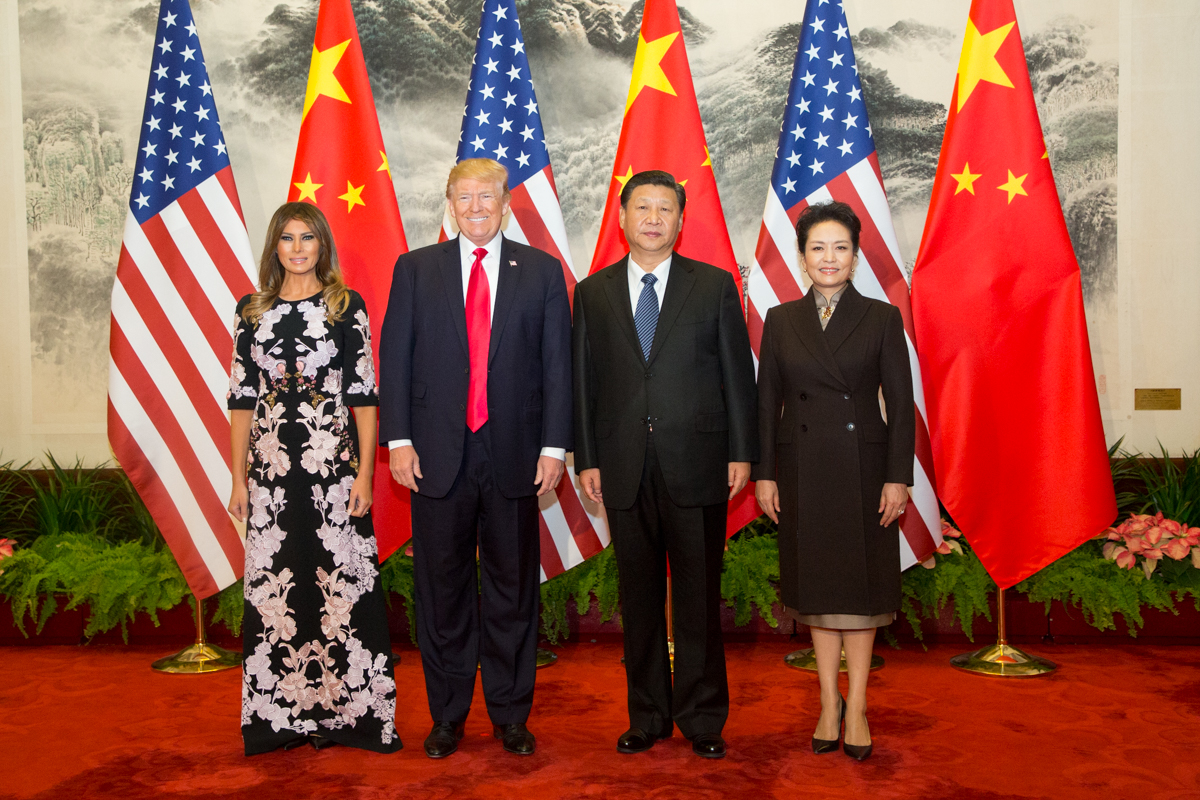
Xi Jinping avec Donald Trump et leurs épouses, en 2017.

Xi Jinping a pris le pouvoir le 14 mars 2013 et quelques jours après sa prise de pouvoir, il a commencé sa première tournée à l’étranger sur le continent africain, là où la Chine est le premier partenaire commercial, avec notamment des arrêts en Tanzanie, en Afrique du Sud et en République du Congo). La Chine a également rapidement eu des rencontres avec la Corée du Nord, peu de temps après le début du premier mandat de Xi Jinping. Avec Pyongyang, la relation a évolué, mais malgré le traité d’alliance qui lie les deux pays, la Chine, membre du conseil de sécurité de l’ONU, continue de soutenir les sanctions contre la Corée du Nord qui y sont votés. En effet, la Corée du Nord est un allié pour Pékin, puisque ce pays est le seul à avoir un traité d’alliance avec la Chine. Xi Jinping entretient également des relations avec des pays occidentaux, dont les États-Unis.
La stratégie des nouvelles routes de la soie, la recherche d'accords commerciaux avec de nombreux pays d'Asie Pacifique mais aussi d'Afrique (Xi fait installer la première base militaire chinoise à l'étranger, à Djibouti, en 2017) et d'Europe, la poursuite de la coopération avec la Russie, la politique répressive à Hong Kong et la pression sur les îles de la mer de Chine dont le contrôle maritime s'affirme, voire sur Taiwan, finissent cependant par provoquer la méfiance puis l'hostilité des États-Unis, en particulier au moment de l'élection de Donald Trump qui fragilise l'ensemble des relations États-Unis Chine.

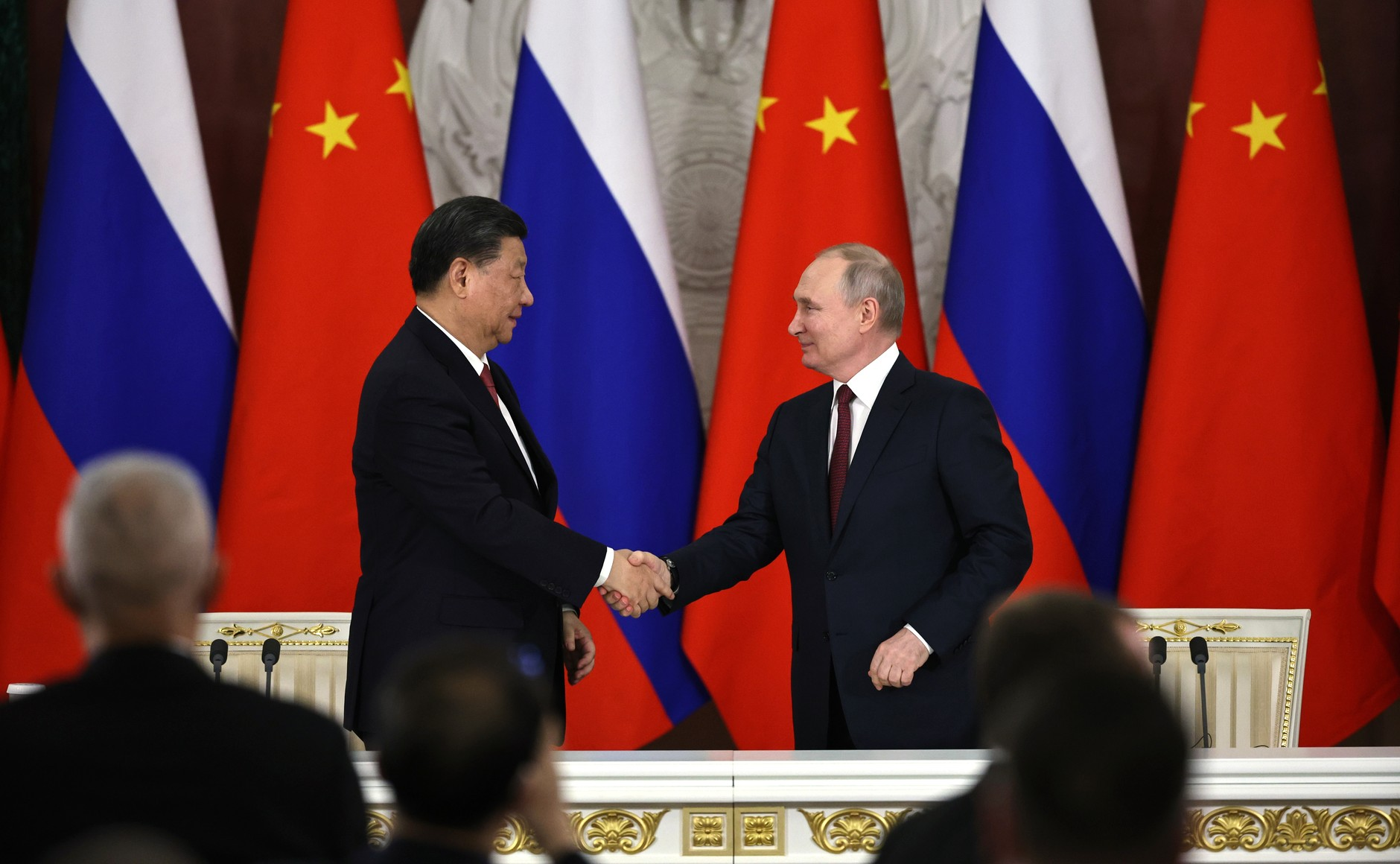
Xi Jinping et Vladimir Poutine à Moscou, en mars 2023.

En 2019, en raison de cette guerre commerciale entre les États-Unis et la Chine, un ralentissement de la croissance chinoise est constaté. Dans la même perspective, certains pays tentent de mener un contre-projet au rapprochement du marché Asiatique autour de la Chine via l'Accord de partenariat transpacifique,. Ce ralentissement économique et ces problèmes diplomatiques amènent certains observateurs à constater un affaiblissement de l'autorité du président chinois que le début de la crise dû à la Covid-19 aggrave un temps.
En 2023, il y a toujours des tensions entre les deux pays sur divers sujets, comme les Ouighours et l’espionnage. En mars 2023, le président avait déclaré ceci à propos des États-Unis : « Des pays occidentaux, menés par les États-Unis, ont mis en œuvre une politique d'endiguement, d'encerclement et de répression contre la Chine, ce qui a entraîné des défis sans précédent pour le développement de notre pays». Il a également entretenu des relations économiques avec les pays du Moyen-Orient, notamment à cause de la présence de pétrole sur ces territoires. De plus, la Chine réussit à faire différents partenariats avec des pays rivaux grâce à sa neutralité, comme le conflit entre la Palestine et l’Israël ainsi que celui entre l’Iran et l’Arabie Saoudite. Le 10 mars 2023, Xi Jinping a été réélu et moins d'un mois plus tard, il a reçu le président français Emmanuel Macron du 5 au 7 avril 2023, où il a notamment été question du conflit entre la Russie et l'Ukraine.

### Gestion du Xinjiang
Après une visite au Xinjiang en 2014, Xi Jinping décide d’engager une « lutte totale contre le terrorisme, l'infiltration et le séparatisme » en ne montrant « absolument aucune pitié ». Après la nomination de Chen Quanguo (ancien responsable du PCC pour la région autonome du Tibet) en 2016, les camps d'internement au Xinjiang sont rapidement mis en place et un million de musulmans ouïghours et kazakhs y seraient détenus selon des experts de l'Organisation des Nations unies et des militants des droits de l'homme,.

### Réforme constitutionnelle de 2018
Le 10 mars 2018, par 2 958 voix pour, deux contre et trois abstentions, les députés de l'Assemblée nationale populaire ont plébiscité un changement de la Constitution, qui limitait les mandats présidentiels à deux fois cinq ans. L'amendement fait aussi entrer « la pensée Xi Jinping » dans la Constitution, ainsi que « le rôle dirigeant » du Parti communiste chinois dans son article premier. Ce nouvel amendement constitutionnel permet donc à Xi Jinping de briguer autant de mandats présidentiels qu'il le souhaite au-delà de l'année 2023, et ouvre la voie à la possibilité du maintien au pouvoir du président chinois à vie,.

### Égalité des sexes
En 2012, lors de l'arrivée au pouvoir de Xi Jinping, la Chine est à la 69e place dans le classement du Forum économique mondial sur l’égalité hommes-femmes, en 2022, elle occupe le 102e place. Une des origines de ce recul est la faible participation des femmes à la vie politique. La Chine a reculé, en 10 ans de la 58e à la 120e place. Ainsi en 2022, aucune femme ne figure parmi les 7 membres du Comité permanent du bureau politique du Parti communiste chinois et les 24 membres du Bureau politique du Parti communiste chinois.

### Gestion de la crise du Covid-19
Les débuts de la pandémie en Chine dégradent l'image du pays avec des critiques contre les médecins, lanceurs d’alerte de Wuhan début 2020, et la mort de l’un d’entre eux, le docteur Li Wenliang. Pékin reconnait tardivement la transmission du virus entre humains et refuse d'accueillir une enquête de l’Organisation mondiale de la santé sur les origines du virus. Xi Jinping décide et met en place la politique zéro Covid avec pour objectif d'empêcher la circulation du virus en limitant la circulation des individus. Cette politique a le mérite de limiter le nombre de morts. Par ailleurs, l'importation de vaccins ARN occidentaux est interdite mais les vaccins chinois sont moins efficaces. En septembre 2020, Xi Jinping évoque : « la victoire du peuple chinois dans la bataille contre le coronavirus ». Mais la circulation du virus perdure et les confinements rigoureux de la population conduisent à une économie en berne et à une exaspération des Chinois. En novembre 2022, des manifestants peu nombreux mais dans l'ensemble du pays contestent la politique sanitaire initiée par Xi Jinping ,.

### Gestion des régions autonomes de Hong Kong et du Tibet: une énième source de conflits

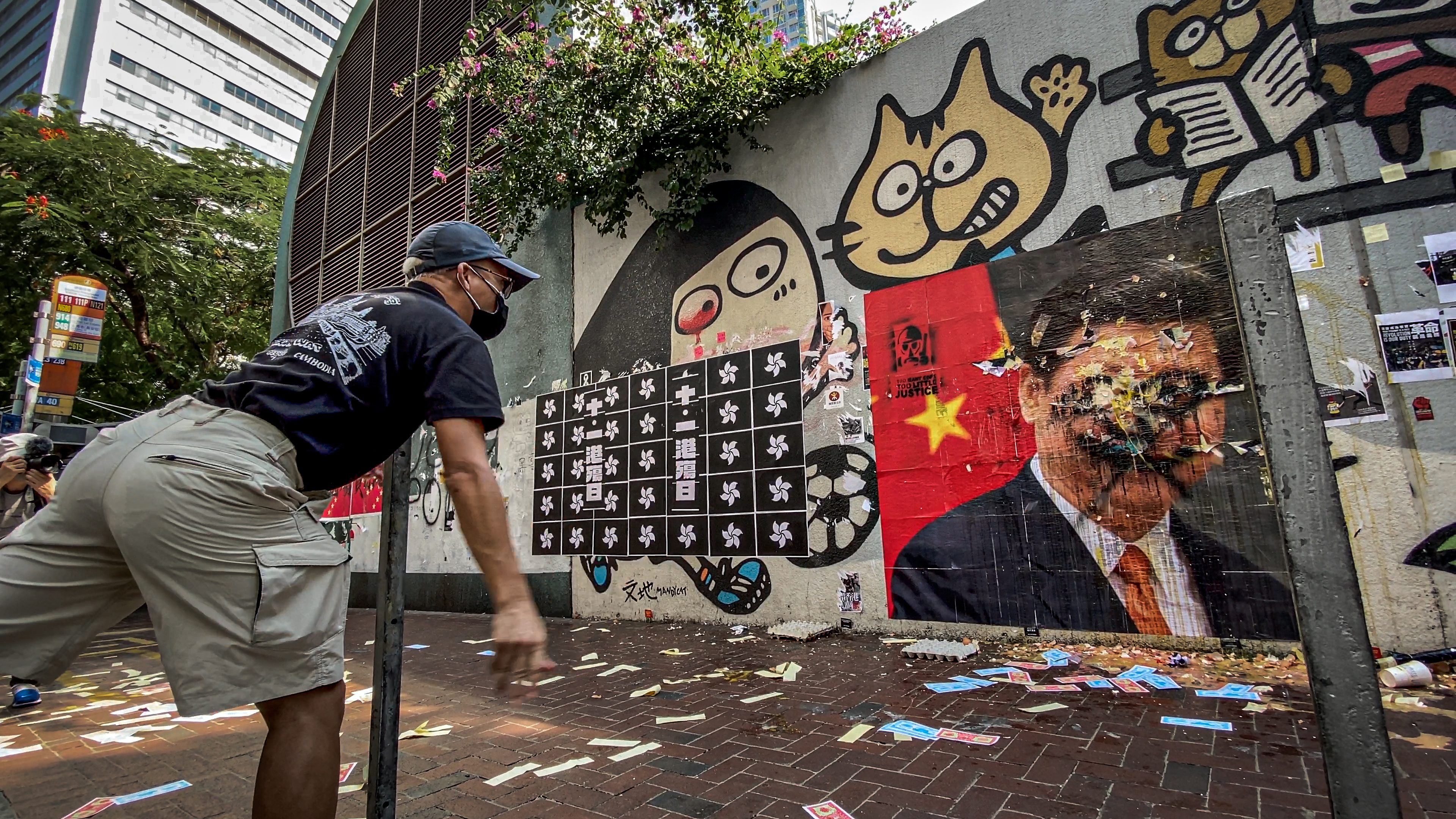
Hong Kong, en octobre 2019.

Le 30 juin 2020, la Chine adopte sa loi controversée sur la sécurité nationale à Hong Kong. Le Parlement a adopté à l’unanimité ce texte qui fait craindre une répression de toute opposition politique dans l’ex-colonie britannique. Avec sa promulgation par Xi Jinping, la loi est incorporée dans la loi fondamentale, qui sert depuis 1997 de mini-Constitution à Hong-Kong. Ce texte, qui entend réprimer le « séparatisme », le « terrorisme », la « subversion » et la « collusion avec des forces extérieures et étrangères », vise à ramener la stabilité à Hong-Kong, à la suite de manifestations monstres contre le pouvoir central. Les opposants redoutent qu’elle ne serve à museler toute dissidence et à enterrer la semi-autonomie et les libertés dont jouissent les habitants. Les autorités chinoises affirment, quant à elles, qu’elle ne concernera qu’une minorité de personnes, en particulier celles qui militent pour l’indépendance du territoire.
Des milliers de manifestants défient l'interdiction de se rassembler pour le 23e anniversaire de la rétrocession de Hong Kong à la Chine. Ce rassemblement avait été interdit par les autorités, pour la première fois en 17 ans, et un important dispositif policier avait donc été déployé à travers les rues de la ville alors que les hongkongais prennent traditionnellement part à cette manifestation. En fin de journée, des tensions éclatent entre la police et les manifestants : 180 personnes ont été arrêtées, dont sept en vertu de la nouvelle loi sur la sécurité nationale.
Du 21 au 23 juillet 2021, Xi Jinping s'est rendu en visite surprise dans la région autonome du Tibet (RAT), pour inaugurer la ligne ferroviaire Nyingtri-Lhassa près de la frontière avec l'Arunachal Pradesh. La dernière visite de Xi au Tibet remonte à 2011, alors qu'il était vice-président de la république populaire de Chine et sa première visite à 1998, en tant que secrétaire du Parti de la province du Fujian. Xi était accompagné du secrétaire du Parti de la RAT, Wu Yingjie, et du président du TAR, Che Dalha (en). Xi s'est rendu au palais du Potala à Lhassa et aurait déclaré aux Tibétains présents : « Tant que nous suivrons le Parti communiste, tant que nous adhérerons à la voie du socialisme aux caractéristiques chinoises, nous serons sûrement en mesure de réaliser le grand rajeunissement de la nation chinoise... Tous les groupes ethniques du Tibet marchaient vers une vie heureuse dans le futur. Nous sommes aussi confiants que vous. »[pertinence contestée]

### Consolidation de son pouvoir lors du XXeCongrès du Parti: une approche territoriale
En septembre 2022, l'ancien ministre chinois de la Justice, Fu Zhenghua, qui a dirigé plusieurs campagnes de lutte contre la corruption, est emprisonné pour corruption. Sa condamnation intervient au milieu d'une répression soudaine contre les responsables avant un congrès clé du Parti communiste en octobre. L'incarcération de Fu Zhenghua fait suite à la condamnation de trois autres anciens chefs de la police provinciale. Les quatre hommes sont non seulement accusés de corruption, mais aussi d'être déloyaux envers Xi Jinping. La lutte contre la corruption est ainsi un moyen de consolider son pouvoir et sa popularité. Selon Celia Hatton de la BBC, en éliminant une « clique » de fonctionnaires qui lui étaient apparemment déloyaux, Xi Jinping envoie un avertissement clair à tous les autres membres du parti ou hommes d'affaires qui seraient peu enthousiasmés par son maintien au pouvoir.
Lors du 20e congrès du Parti communiste, en octobre 2022, le président Xi Jinping se voit confier un troisième mandat historique, d’une durée de cinq ans, et consolide son emprise sur le pouvoir. Plusieurs de ses proches sont placés à des postes-clés au sein du Comité central du Parti communiste. Xi Jinping devient le premier dirigeant chinois à concentrer autant de pouvoir depuis Mao Zedong. Un incident survient le 22 octobre, lorsque l’ancien président Hu Jintao est escorté de force hors de la salle en pleine cérémonie de clôture du congrès, par Kong Shaoxun, qui saisit l’ex-chef d’État et le force à quitter son siège, devant les caméras du monde entier. Aucune explication officielle n'a été donnée, mais néanmoins certains médias étrangers évoquent la possibilité d'empêcher Hu Jintao de s'opposer aux amendements de la charte du Parti communiste chinois, qui consacre le rôle central de Xi Jinping au sein du parti, auquel Hu Jintao est un opposant historique,.
Le 10 mars 2023, Xi Jinping est réélu pour un troisième mandat historique,. Après un vote formel des députés, il est réélu à 2 952 votes pour, zéro contre et aucune abstention,. « Je jure d'être (…) loyal à la patrie et au peuple (…) et de travailler dur à l'édification d'un grand pays socialiste moderne qui soit prospère, fort, démocratique, plus civilisé et harmonieux » promet Xi Jinping après l'annonce des résultats. Devenu le dirigeant le plus puissant du pays depuis des générations, ce mandat est historique pour un président de la république populaire de Chine,.
Le 11 mars 2023, Li Qiang est désigné comme Premier ministre de la république populaire de Chine,. Après un autre vote des députés, il obtient 2 936 votes pour, trois contre et huit abstentions,. Considéré comme l’un des hommes de confiance les plus proches de Xi Jinping, il succède ainsi à Li Keqiang qui était en poste depuis près de 10 ans,.

## Idéologie

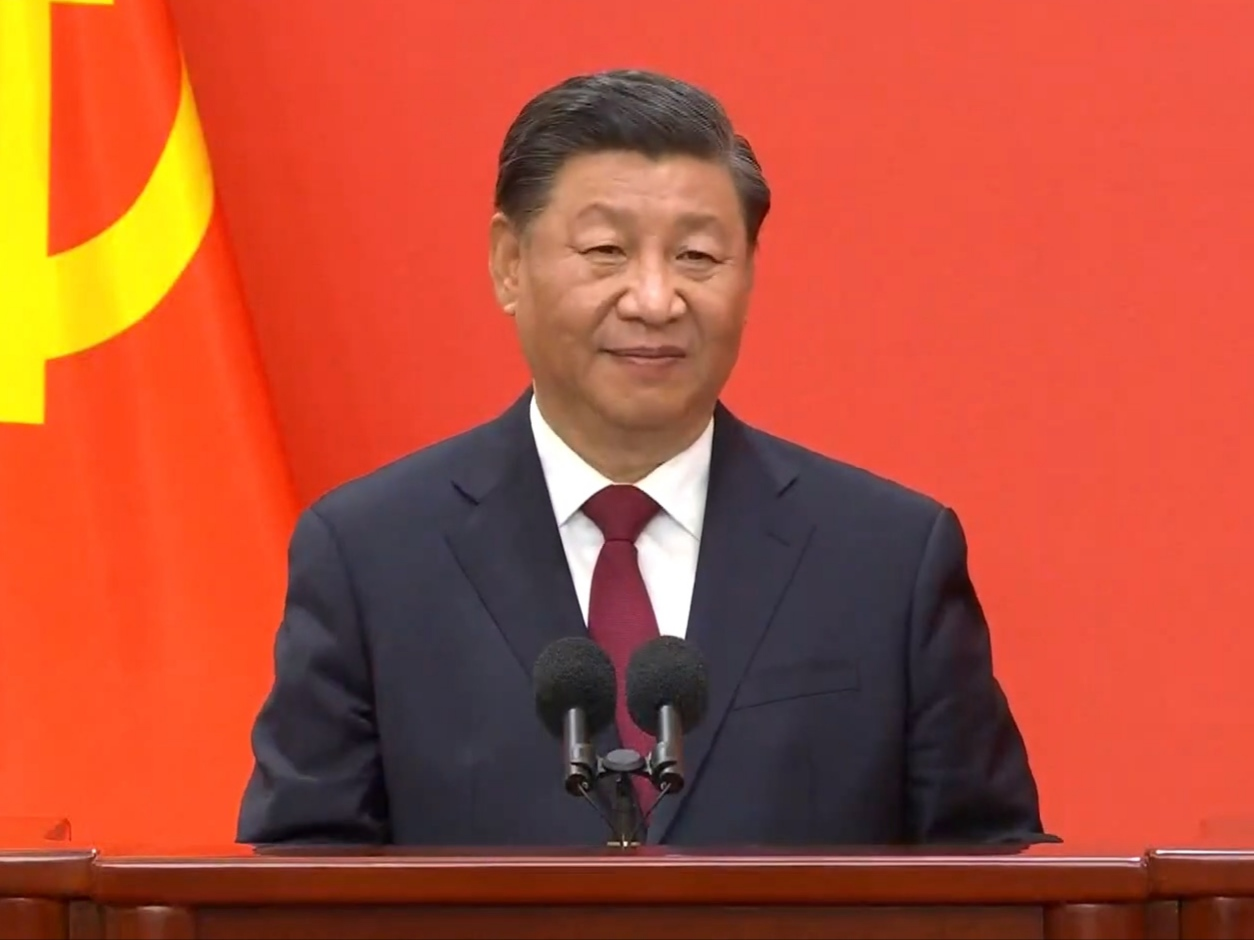
Xi Jinping en 2012.

Depuis octobre 2017, la doctrine de Xi Jinping figure dans la charte du parti, ce qui lui confère un statut équivalent à celui de Mao Zedong. Officiellement qualifiée de « pensée de Xi Jinping du socialisme aux caractéristiques chinoises pour une nouvelle ère », elle consacre pour Xi Jinping une autorité sur le parti sans équivalent depuis l'ère de Mao. Sa pensée doit guider le parti, autour de plusieurs axes : l'affirmation du rôle de la Chine sur la scène internationale ; l'amélioration de la protection sociale et médicale des Chinois ; la prise en compte des problèmes environnementaux en vue d'une « coexistence harmonieuse entre l'homme et la nature » ; la lutte contre la corruption ; et l'autorité absolue du parti sur les forces armées et sur la nation,. Le 11 mars 2018, les députés adoptent une réforme abolissant la limite de deux mandats présidentiels, en vigueur depuis 1982. Cela permet donc à Xi Jinping d'envisager de rester président à vie, bien qu'il se déclare opposé à cette perspective.

### Rôle du Parti communiste
Xi Jinping remet en place un contrôle idéologique dans les écoles, les universités et les médias chinois.
Xi Jinping aurait rédigé un texte, connu sous la dénomination « Document numéro 9 », où il s'oppose à « la démocratie et aux droits de l’homme ». Les points de vue contraires au Parti communiste chinois ou à sa ligne politique sont interdits et ne peuvent pas être publiés. Xi Jinping détermine « sept périls » parmi lesquels la « démocratie constitutionnelle occidentale », les « valeurs universelles » des droits de l’homme, la « société civile », la « liberté de la presse » et le « libéralisme »,. Ce « Document numéro 9 » permet à Xi Jinping de stopper, aussi bien au sein du parti communiste que dans la société chinoise, les velléités de promouvoir une libéralisation du système politique.
En 2014, un « examen idéologique » est instauré par le parti communiste afin de « contrôler » l'ensemble des journalistes. Ces derniers doivent connaître des règles essentielles, par exemple « il est absolument interdit à des articles publiés de faire état de commentaires contredisant la ligne du Parti communiste chinois ». Ou encore « la relation entre le parti et les médias est celle du dirigeant et du dirigé ».
En mai 2018, dans la lignée du projet de Xi Jinping, le PCC lance le show télévisé Marx avait raison, afin de convaincre la jeunesse chinoise de la pertinence du socle idéologique du parti, officiellement basé sur la pensée de Karl Marx, et ce malgré l'économie de marché désormais installée dans le pays ainsi que la sinisation de cette doctrine entreprise par le régime. L'émission est raillée sur les réseaux sociaux chinois et les audiences ne sont finalement pas communiquées.
Des observateurs internationaux dénoncent également des camps de concentration regroupant jusqu'à un million de musulmans Ouïghours. Selon ces observateurs, les personnes dans ces camps subiraient des tortures afin de renier leur foi.

### «Rêve chinois»

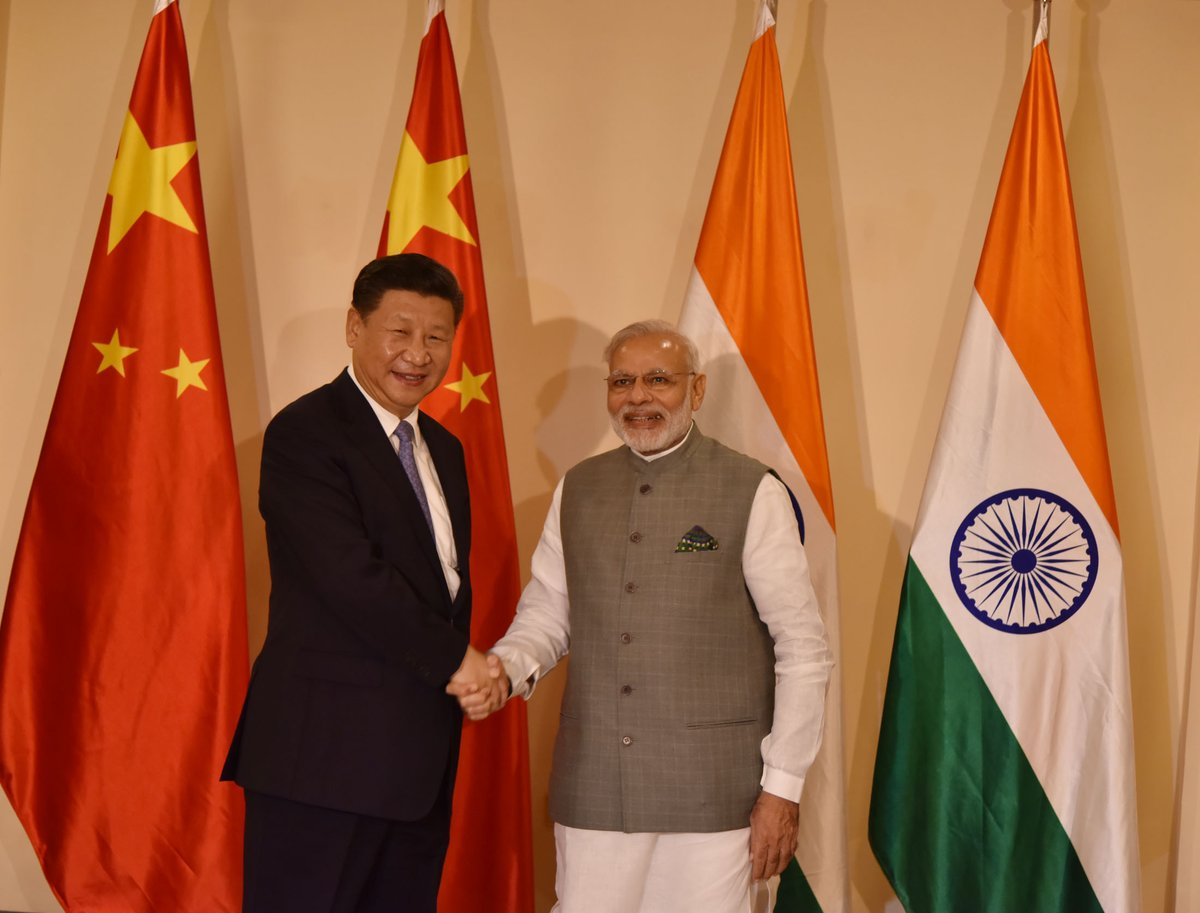
Xi Jinping avec Narendra Modi (New Delhi, 15 octobre 2016).

Le rêve chinois ou rêve de la Chine, en pinyin : zhongguo meng, est un slogan politique utilisé par Xi Jinping. Il fait écho au rêve américain.
Pour le politologue Willy Lam, le rêve chinois est un appel au nationalisme et un rêve de prospérité pour la classe moyenne.

### Techno-nationalisme
Même si le techno-nationalisme est une constante du gouvernement chinois, Xi Jinping attache une importance particulière aux progrès des sciences et technologies, moteur essentiel de la « grande renaissance du peuple chinois », lui-même conçu comme essentiellement innovant. Ainsi, chez Xi Jinping, la quête pour devenir une « puissance technologique mondiale » s’inscrit dans un récit national à dimension eschatologique et nationaliste. L'objectif poursuivi est de maximiser les intérêts nationaux, exprimés en termes de puissance dans le cadre d’une compétition stratégique à somme nulle entre nations au niveau mondial ; le développement de l'innovation est le principal outil appelé à être mobilisé dans cette quête.
Sur l'Internet, une multitude de personnes est chargée d'analyser l'opinion, puis de censurer ce qui n'est pas idéologiquement en droite ligne du Parti communiste chinois ou d'encenser le régime de Xi Jinping. Ces personnes sont appelés l'Armée des 50 centimes, car elles sont payées 5 maos, soit 0.5 yuan par post.

### Réactions du dalaï-lama
En juin 2012, alors que des Tibétains s'immolent par le feu, le dalaï-lama espère que Xi Jinping va examiner la question tibétaine « de manière plus ouverte, plus réaliste ». En septembre 2014, il parle de Xi en termes élogieux affirmant qu'il se bat contre la corruption. Il remarque son courage dans l'arrestation de hauts fonctionnaires, même s'il s'est fait des ennemis parmi les anciens cadres du parti. Il note qu'il pense en termes de valeurs, à une société plus juste et plus harmonieuse. Il affirme que, lors de sa visite à Paris en mars 2014, Xi a souligné l'importance du bouddhisme dans la culture chinoise, et remarque que sa mère pratique le bouddhisme tibétain. En décembre 2014, le dalaï-lama estime que Xi pourrait relancer le dialogue sur une plus grande autonomie du Tibet, mais qu'il rencontre l'opposition de radicaux du parti communiste,.
Selon la journaliste Sonia Singh, en 2014, Xi Jinping a accepté de rencontrer à New Delhi le dalaï-lama à sa demande, mais l'Inde s'est opposé à cette rencontre.

## Caricatures
En 2013, la photographie d’une rencontre entre Xi Jinping et Barack Obama est comparée à une image de Winnie l'ourson accompagné de Tigrou. Puis en 2014, Xi Jinping apparaît de nouveau en Winnie mais accompagné de Bourriquet, censé représenter le Premier ministre japonais Shinzo Abe. Enfin en 2018, c'est au tour de Carrie Lam, prise en photo aux côtés de Xi Jinping lors de l'inauguration du Pont Hong Kong-Zhuhai-Macao le 23 octobre, d'être comparé à Porcinet, tenant la main à Winnie. Certains des dessins animés du caricaturiste Badiucao dépeignent le président Xi Jinping sous les traits de Winnie l'ourson. Les illustrations ou les termes Winnie l'ourson, en Chine, sont interdits sur les réseaux sociaux (Weibo, Whatsapp, WeChat…) et lors d'une recherche apparaît le résultat « contenu illégal ».

## Décorations

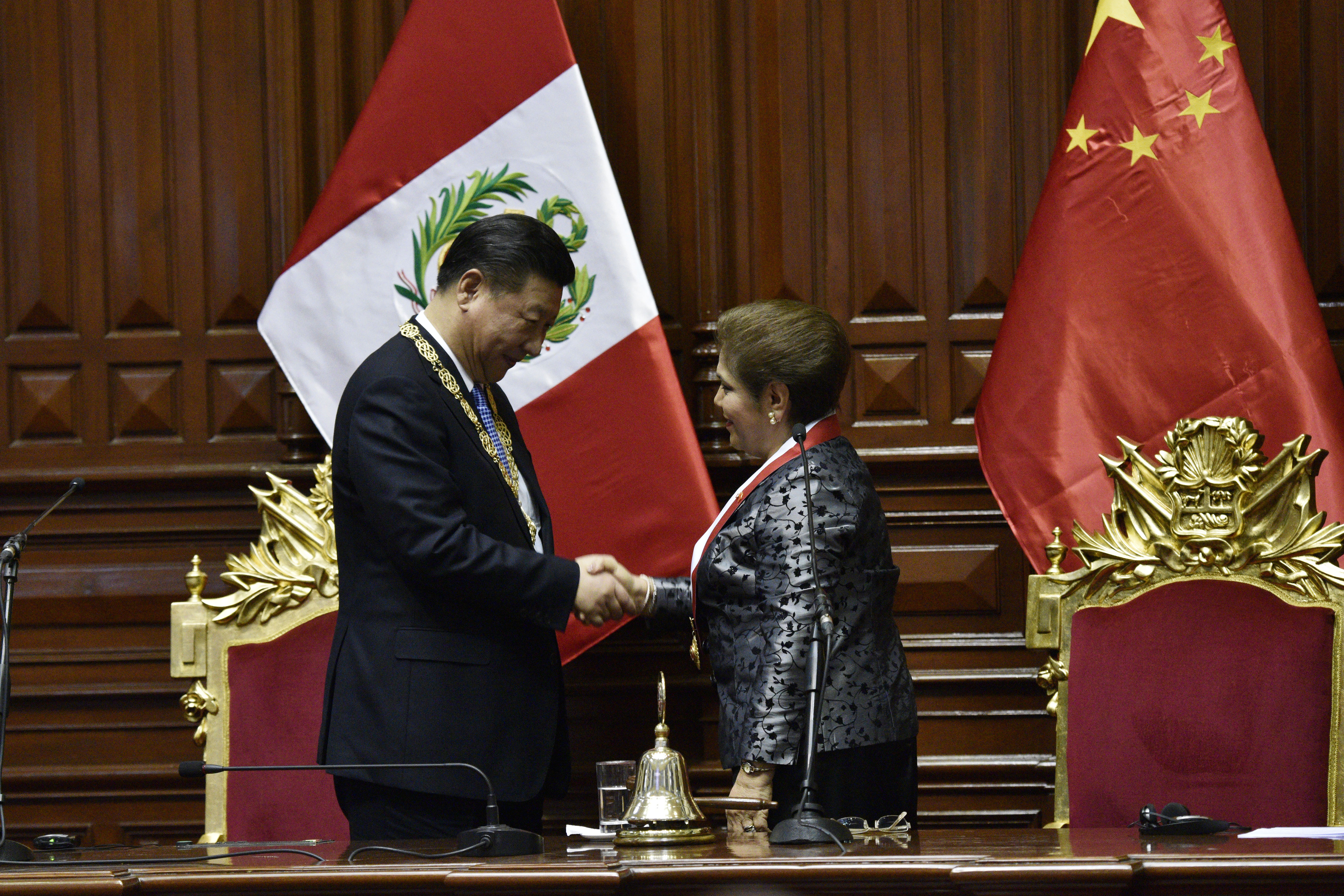
Xi Jinping recevant le collier d'honneur du Congrès de la République du Pérou (Lima, 21 novembre 2021).

- Grand-croix de l'ordre de Bonne Espérance ( Afrique du Sud)
- Collier de l'ordre du roi Abdelaziz ( Arabie saoudite)
- Grand-croix de l'ordre du Libérateur San Martín ( Argentine)
- Grand cordon de l'ordre de Léopold ( Belgique)
- Médaille de l'ordre de l'amitié des peuples (en) ( Biélorussie)
- Médaille de l'ordre de José Martí ( Cuba)
- Ordre de Zayed ( Émirats arabes unis)
- Collier de l'ordre de l'Aigle d'or (en) ( Kazakhstan)
- Médaille de l'ordre de Manas ( Kirghizistan)
- Grand collier de l'État de Palestine ( Palestine)
- Collier de l'ordre de la république de Pakistan (en) ( Pakistan)
- Collier d'honneur du Congrès du Pérou (es) ( Pérou)
- Médaille de l'ordre de l'Amitié ( Ouzbékistan)
- Collier de l'ordre de Saint-André ( Russie)
- Grand-croix de l’ordre national du Lion ( Sénégal)
- Collier de l'ordre de la République serbe (en) ( Serbie)
- Première classe de l'Ordre de la Couronne (it) ( Tadjikistan)
- Grand-croix de l'ordre du Libérateur ( Venezuela)

## Ouvrages
- Xi Jinping : La Gouvernance de la Chine de Xi Jinping présentant ses discours et ses instructions de la période du 15 novembre 2012 au 13 juin 2014[128].
- Remarques du président chinois Xi Jinping au sujet de la promotion globale de l'État de droit, maison d'édition de la documentation du Comité central du PCC, 28 avril 2015[129].
- Remarques de Xi Jinping sur l'enseignement des militaires, maison d'édition de l'Armée populaire de libération, distribution aux unités militaires[130].
- Sortir de la pauvreté, premier ouvrage personnel du président Xi Jinping.
- Dominique André (9 épisodes), Xi Jinping, le prince rouge, France Inter, 2024 (lire en ligne [audio])